# Oscar Mathisen
Oscar Mathisen Wilhelm, né le 4 octobre 1888 à Kristiana et décédé le 10 avril 1954, était patineur de vitesse norvégien, étant l'un des héros nationaux de la nouvelle Norvège indépendante depuis 1905 à l'instar de Fridtjof Nansen et de Roald Amundsen.

## Biographie
Oscar Mathisen a été champion du monde toute épreuves à cinq reprises en 1908, 1909, 1912, 1913 et 1914, seul Sven Kramer a obtenu plus de titres (six depuis 2013). Il a battu également quatorze records du monde durant sa carrière du 500 au 10 000 mètres. Après la Première Guerre mondiale, il est devenu patineur professionnel battant même deux records du monde, dont le record du monde du 1500 mètres, à Davos en 1929, qui ne seront pas cependant reconnus par l'ISU. Son frère Sigurd était également un patineur de vitesse qui a été champion du monde.
Le 10 avril 1954, il tue sa femme, qui souffre de dépression, puis se suicide,.
Depuis 1959, le Prix Oscar Mathisen nommé en son honneur est décerné pour la meilleure performance de l'année en patinage de vitesse.

## Palmarès
| Compétition                           | Or                           | Argent     | Bronze |
| Championnats du monde toutes épreuves | 1908, 1909, 1912, 1913, 1914 | 1910       |        |
| Championnats d'Europe toutes épreuves | 1909, 1912, 1914             | 1908, 1913 | 1910   |

## Records personnels
| Distance      | Temps         | Année |
| ------------- | ------------- | ----- |
| 500 mètres    | 43 s 0        | 1929  |
| 1 000 mètres  | 1 min 31 s 1  | 1929  |
| 1 500 mètres  | 2 min 17 s 4  | 1914  |
| 5 000 mètres  | 8 min 36 s 3  | 1916  |
| 10 000 mètres | 17 min 22 s 6 | 1913  |